# 夢の続き〜Challenge For The Future〜
「夢の続き〜Challenge For The Future〜」（ゆめのつづき　チャレンジ・フォー・ザ・フューチャー）は2005年6月22日にリリースされた柴田智子 with 浅倉大介のシングル。発売元は日本クラウン。

## 概要
FM NACK5スポーツ・イメージソング。柴田も浅倉もNACK5でパーソナリティを務めるなど同局と縁深く、コラボレーション・シングルとして企画された。浅倉が前年にリリースしたアルバム『Yellow Vector-黄の多次限指向性-』に収録されている「Venus Vector」という曲が元となっており、オペラとトランスの融合を目指した作品。

## 収録曲
1. 夢の続き〜Challenge For The Future〜
  - 作詞:井上秋緒　作曲/編曲:浅倉大介

FM NACK5 スポーツ・イメージソング
2. 夢の続き〜Challenge For The Future〜(Instrumental Version)